# Frédéric Reech
Frédéric Reech (9 septembre 1805 à Lampertsloch (Bas-Rhin) – 6 mai 1884 à Lorient) est un ingénieur militaire du génie maritime, mathématicien et physicien français.

## Biographie
Reçu sixième en 1823 à l'École polytechnique sur une promotion de quatre-vingt-quinze, Reech entre en 1825 à l'école du génie maritime à Brest. À l'issue de sa formation navale il travaille au port de Brest et, en 1829, il est promu lieutenant. Après un bref séjour à l'arsenal de Cherbourg, il est affecté à l'arsenal de Lorient où l'école du génie maritime venait d'être transférée. Très vite, il se consacre exclusivement à l'enseignement et à la recherche en géométrie, mécanique, thermodynamique et hydrodynamique. À partir 1831, Reech sera directeur de l'école pendant trente-neuf ans, faisant en sorte qu’elle soit retransférée à Paris en 1854, où elle avait été fondée en 1741. Il a également été professeur à la Sorbonne. Il a été promu au grade de commandeur de la Légion d'honneur le 12 août 1857. À cette date, il est directeur des constructions navales.
Reech a publié dix mémoires, dont une notice pour soutenir sa candidature infructueuse à l'Académie des sciences, des notes de cours sur la mécanique et des tomes sur la thermodynamique appliquée. La contribution pour laquelle il est encore connu a été la première formulation de la loi hydraulique, modèle de similitude gravitationnelle : la proportionnalité nécessaire entre la vitesse d'un navire et la racine carrée de sa longueur (plus généralement connue sous le nom de loi de comparaison de Froude), laquelle a été incluse dans ses cours dès 1831, mais a d'abord été mentionnée dans son mémoire de 1844, puis examinée en détail dans ses notes de cours de 1852. Le nombre de Reech a été nommé en son honneur.
Il a notamment travaillé sur la théorie des propriétés calorifiques et expansives des fluides élastiques et le parallélogramme de Watt. Il a réalisé des expériences sur la résistance des carènes de navires et a établi le critère de similitude pour les ondes à surface libre.
En 1870, Reech se retire du service actif et retourne à Lorient, plutôt qu’en Alsace en raison de l'occupation allemande. Au cours de la période 1875-1883 il a été membre de l'Association française pour l'avancement des sciences, qui possède la collection la plus complète de sa vie. À sa demande, il a été enterré à Soultz-sous-Forêts à proximité de son village de naissance.

## Hommages
Une rue porte son nom à Strasbourg, dans le quartier de la Robertsau.

### Sources
- Notices d'autorité :   - VIAF
  - ISNI
  - BnF (données)
  - IdRef
  - GND
  - Portugal
  - Grèce
- Ressource relative à la vie publique :   - base Léonore
- Site officiel des Archives et du patrimoine de la Ville de Lorient.
- Pierre Larousse, Grand dictionnaire universel du XIXe siècle [source insuffisante]
- Frédéric Reech : 1805-1884, un savant alsacien de Lampertsloch, ingénieur de la marine militaire française – Yves Bonnel, 1985. Association d'Alsace pour la conservation des monuments napoléoniens.
- Notice complète - Bibliothèque centrale de l'École polytechnique.